# Nadežda Besfamilna
Nadežda Viktorovna Besfamilna (rusko Надежда Викторовна Бесфамильная), ruska atletinja, * 27. december 1950, Moskva, Sovjetska zveza.
Nastopila je na olimpijskih igrah v letih 1972 in 1976, ko je osvojila bronasto medaljo v štafeti 4×100 m, leta 1972 je bila peta. Na evropskem prvenstvu leta 1971 je osvojila bronasto medaljo v štafeti 4×100 m, na evropskem dvoranskem prvenstvu leta 1970 pa naslov prvakinje v štafeti 4x200 m.